# 卡尔德杜
卡尔德杜（義大利語：Cardedu），是意大利撒丁大区努奥罗省的一个市镇。总面积32.33平方公里，人口1691人，人口密度52.3人/平方公里（2009年）。ISTAT代码为105004。